# یانه اویانن
یانه اویانن (فنلاندی: Janne Ojanen؛ زادهٔ ۹ آوریل ۱۹۶۸) بازیکن هاکی روی یخ اهل فنلاند بود.